# Laird (Colorado)
Laird es un lugar designado por el censo ubicado en el condado de Yuma en el estado estadounidense de Colorado. En el Censo de 2010 tenía una población de 47 habitantes y una densidad poblacional de 120,98 personas por km².

## Geografía
Laird se encuentra ubicado en las coordenadas 40°4′55″N 102°6′7″O / 40.08194, -102.10194. Según la Oficina del Censo de los Estados Unidos, Laird tiene una superficie total de 0.39 km², de la cual 0.39 km² corresponden a tierra firme y (0%) 0 km² es agua.

## Demografía
Según el censo de 2010, había 47 personas residiendo en Laird. La densidad de población era de 120,98 hab./km². De los 47 habitantes, Laird estaba compuesto por el 100% blancos, el 0% eran afroamericanos, el 0% eran amerindios, el 0% eran asiáticos, el 0% eran isleños del Pacífico, el 0% eran de otras razas y el 0% pertenecían a dos o más razas. Del total de la población el 0% eran hispanos o latinos de cualquier raza.